# さかつう
有限会社さかつうは東京都にある模型店。ここでは主に「さかつうギャラリー」について記す。

## 概要
ミニカーの通信販売から始まり、1/24スケールや1/32スケールのスロットカー・自動車模型やHOゲージ鉄道模型の輸入・販売およびオリジナル商品の発売・輸出を行ってきた。鉄道模型イベントとしてアサヒホビーなどとともに「スワップミート」を共催、後に「鉄道模型市」を共催している。2008年にジオラマ、スロットカー、鉄道模型、の分野別に3社に分割された。
さかつうギャラリーではジオラマに特化した商品を数多く展示・販売しており、初心者向けの工作教室なども行われている。

## 沿革
当初は店舗を構えずに「坂本通販」としてミニカーの通信販売を行っていた。後に豊島区巣鴨に店舗を構えた。店舗開設当初はミニカーや日本型Nゲージを扱っていたが、やがて鉄道模型は日本製アメリカ型ブラスモデルの逆輸入販売が主になった。さらにHOゲージ用のパーツなども扱った。自動車模型としてはホイールなどから出発し、さまざまなオリジナル商品を供給した。またスロットカーの輸入販売、および自社オリジナル商品の輸出なども行い、2000年代に入ると従来店舗に隣接して、スロットカーのサーキット (貸しコース) 「ルート66」を開店した。
2008年7月1日にジオラマを主とする有限会社さかつう (店名はさかつうギャラリー) 、1/32スケールスロットカーの株式会社ヘリテージ、鉄道模型の株式会社さかつう (店名はさかつう鉄道模型店) の3社に分割された。
分割に際して「ルート66」は閉店となり、跡地に「さかつうギャラリー」が移転した。「さかつう鉄道模型店」は大田区平和島に移転した。「ヘリテージ」は旧店舗と同じビル内へ移転した。

## 取り扱い商品・製品
さかつうギャラリー
主にジオラマ用品を扱う。ジオラマの素材やキット、塗料、工具などを発売・販売する。
ヘリテージ
1/24スケールや1/32スケールの自動車模型・スロットカーを扱う。スロットカーは車両本体や各種パーツ、家庭用コースなどを販売する。
さかつう鉄道模型店
HOスケールやNスケールでアメリカの鉄道模型を扱う。アメリカ型鉄道模型を専門とし、通信販売だけでなく実店舗で営業する模型店としては日本唯一。鉄道模型イベント「鉄道模型市」を共催。